# ストロベリー・アラーム・クロック
ストロベリー・アラーム・クロック（Strawberry Alarm Clock）は、1967年にアメリカ合衆国カリフォルニア州ロサンゼルスのダウンタウンの北約10マイルにある都市グレンデールで結成されたサイケデリック・ロック・バンド。

## 概要
彼らは、1967年のヒット・シングル「インセンス・アンド・ペパーミント」で最もよく知られている。アシッド・ロック、サイケデリック・ポップ、およびサンシャイン・ポップに分類され、トップ40ヒット2曲を含む5曲をチャートに記録した。
1971年に解散したが、1974年から1975年にかけて小規模な再結成の後、1982年より継続的に再結成、現在に至る。

## バンド・メンバー

### 現在のメンバー
- ジーン・ガネルズ (Gene Gunnels) – ドラム、パーカッション、ボーカル (1967年、1969年–1971年、1982年–1983年、2006年– )
- ランディ・ソール (Randy Seol) – ドラム、ヴィブラフォン、パーカッション、ボーカル (1967年–1968年、1974年–1975年、1983年–1984年、2001年– )
- マーク・ワイツ (Mark Weitz) – キーボード、ボーカル (1967年–1969年、1982年–1983年、2006年– )
- ジョージ・バネル (George Bunnell) – ベース、リズム・ギター、ボーカル (1967年–1968年、1974年–1975年、1982年– )
- スティーヴ・バーテック (Steve Bartek) – ギター、フルート、プロデューサー (1967年–1968年、1974年–1975年、1983年、2003年、2006年– )
- ハウィー・アンダーソン (Howie Anderson) – リード・ギター、ボーカル (1986年– )

### 旧メンバー
- リー・フリーマン (Lee Freeman) – リズム・ギター、ハーモニカ、ボーカル (1967年–1971年、1982年–2008年) ※2010年死去
- エド・キング (Ed King) – リード・ギター、ベース、ボーカル (1967年–1971年、2007年) ※2018年死去
- ゲイリー・ラヴトロ (Gary Lovetro) – ベース (1967年)
- グレッグ・マンフォード (Greg Munford) – ボーカル、ドラム (1967年)
- マーティ・ケイトン (Marty Katon) – ドラム (1968年–1969年)
- ジミー・ピットマン (Jimmy Pitman) – ギター、ボーカル (1968年–1969年) ※2019年死去
- ポール・マーシャル (Paul Marshal) – ギター、ボーカル (1969年–1971年、2003年、2007年)
- レオ・ガフニー (Leo Gaffney) – ボーカル (1983年)
- ダグ・フリーマン (Doug Freeman) – ボーカル(1983年)
- ピーター・ワズナー (Peter Wasner) – キーボード (1983年)
- ジェームズ・ハラー (James Harrah) – ギター (1983年–1984年)
- クレイ・ベナード (Clay Benard) – キーボード (1983年–1984年、1986年–1989年)
- ボブ・カロカ (Bob Caloca) – ボーカル (1983年)
- ブルース・ハバード (Bruce Hubbard) – ドラム、パーカッション (1984年–2006年)
- ジョン・ウォルムズリー (Jon Walmsley) – ギター、キーボード、ボーカル (1984年–1986年)
- グレン・ブリッグマン (Glenn Brigman) – キーボード (2016年)

## ディスコグラフィ

### スタジオ・アルバム
- 『インセンス・アンド・ペパーミンツ』 - Incense and Peppermints (1967年、Uni)
- 『ウェイク・アップ…イッツ・トゥモロウ』 - Wake Up...It's Tomorrow (1968年、Uni)
- 『ザ・ワールド・イン・ア・シー・シェル』 - The World in a Sea Shell (1968年、Uni)
- 『グッド・モーニング・スターシャイン』 - Good Morning Starshine (1969年、Uni)
- Wake Up Where You Are (2012年、Global Recording Artists)

### コンピレーション・アルバム
- 『インセンス・アンド・ペパーミンツ - ストローベリー・アラーム・クロックのすべて』 - The Best of the Strawberry Alarm Clock (1969年、Uni)
- Changes (1971年、Vocalion)
- The Best of the Strawberry Alarm Clock Vol. 1 (1985年、Back-Trac)
- Incense & Peppermints (1987年、MCA Special Products)
- 『ストロベリーズ・ミーン・ラヴ』 - Strawberries Mean Love (1992年、Big Beat)
- Anthology (At Their Best) (1993年、One Way)
- 『インセンス・アンド・ペパーミンツ / ウェイク・アップ・イッツ・トゥモロー』 - Incense and Peppermints and Wake Up...It's Tomorrow (2013年、Tune In)

### シングル
- 「インセンス・アンド・ペパーミント」 - "Incense and Peppermints" (1967年)
- "Tomorrow" (1968年)
- "Sit with the Guru" (1968年)
- "Barefoot in Baltimore" (1968年)
- "Sea Shell" (1968年)
- "Miss Attraction" (1969年)
- "Good Morning Starshine" (1969年)
- "Desiree" (1969年)
- "Starting Out the Day" (1969年)
- "I Climbed the Mountain" (1969年)
- "California Day" (1970年)
- 「ガール・フロム・ザ・シティー」 - "Girl from the City" (1970年)